# Rublo soviético
O Rublo Soviético foi a moeda oficial na União Soviética de 1917 a 1992. Após o colapso da União e o cargo de herdeiro foi para a Rússia, em 1993, o rublo soviético foi substituído pelo Rublo russo após a Fundação da Constituição russa de 1993.